# 鍵 (1983年の映画)
『鍵』（かぎ）は、1983年に公開された日本映画。谷崎潤一郎の小説『鍵』三度目の映画化。主演・松尾嘉代・岡田眞澄、監督は木俣堯喬、演出・若松孝二。映連やキネマ旬報の作品リストでは一般映画となっているが、封切時のチラシには成人映画と記載があり、文化庁のリストでもR18+となっている。
設定は原作の戦後の京都から、現代（公開当時）の鎌倉変更している。
主演の松尾嘉代と岡田眞澄が、ベッドシーンで本番を演っていると製作時から映画関係者の間で囁かれ、元々日本ではそれを見ることは不可能ではあったが、映倫がボカシを入れまくり、話題性もあったものの興行的にはイマイチの結果に終わった。
その後は忘れ去られていたが、1年4ヵ月経った1985年4月、アメリカ・グアム島の劇場で無修正版が公開され大ヒットした。

## スタッフ
- 製作：西門杖
- プロデューサー：若松孝二
- 監督：木俣堯喬
- 演出：若松孝二
- 脚本：木俣堯喬
- 原作：谷崎潤一郎
- 撮影：伊東英男
- 美術：川崎軍二
- 音楽：大野克夫
- 主題歌：「MY ONLY LOVE」大野克夫作曲・歌（コンチネンタル／テイチク）[1]
- 録音：杉崎喬
- 照明：高屋齋[9]
- 編集：竹村峻司
- 助監督：高根美博

## キャスト
- 郁子：松尾嘉代
- 敏子：田口由緒
- 木村：江上真吾
- 相馬博士：渡辺文雄
- 石塚マッサージ師：山谷初男
- 児玉医師：永井秀明
- 小池派出婦：原知佐子
- 松坂看護婦長：珠瑠美
- 正子：ひびき恭子
- 児玉医院看護婦：梨沙ゆり
- 老婆マツ：滝奈保栄
- 喪服の男：正邦乙彦
- カメラ店々主：田中小実昌
- 鐘つきの寺僧：桂千穂
- 葬儀の客：阿木翁助
- 葬儀の客：淀橋太郎
- 葬儀の客：鈴木桂介
- 剣持：岡田眞澄

## 製作
監督の木俣堯喬は病後の老齢で、実際の現場はプロデューサーの若松孝二が仕切った。このためクレジットタイトルには「監督木俣堯喬 演出若松孝二」と出る。このようなケースは当時は前代未聞といわれた。

## 日本での興行
1983年秋に撮影は終えたが、公開日が決まらず。東映セントラルフィルムの配給により、1983年末より、1984年の正月映画として新宿東映ホール他1館で上映された。この時は本番をやったかどうかうやむやにされ、性器や結合シーン等は全て修正されていたため確認は出来なかった。また関係者も否定したため、本番をやったかどうか闇に葬られた。

## グアム島での興行
若松孝二とスティック・インターナショナルとで、『愛のコリーダ』や『白日夢』に倣い、海外編集の手法を取り入れ、日本では現像も不可能なため、香港にネガを持って行き現像した。海外編集版では、日本版で映倫からカットされた田口ゆかりら二組のカップルによる5分間の凄絶乱交シーンも復活。勿論、最大の見どころは松尾嘉代と岡田眞澄のファックシーンだが、計3回あり、2人の性器丸出し他、インサート場面のクローズアップまである。海外編集版は、日本版より長い105分。英語版パンフレットまで作成し、世界を相手のハードコアをアピールしたが、目当てはグアム島への日本人観光客。宣伝用チラシには「松尾嘉代のヘアや、松尾と岡田眞澄の性交場面では両人の性器はもちろん、インサートの性交運動まで映し出されます...日本公開では決して観ることのできないハードな画面が次ぎ次ぎと登場します」などと書かれた。日本公開から1年4ヵ月経った1985年4月16日から、アメリカ合衆国・グアム島のデデドシアターで無修正版が公開され大ヒットした。デデドシアターは当時グアム島にあった二つの映画館のうちの一つで、昼は欧米ポルノを上映、夜10時から連日『鍵』を上映したが、定員500人の客席は日本人新婚カップルを中心に連日満席となった。旅行社はナイトツアーに組み込んだりした。同劇場ではゴールデンウイークや夏休みの観光客を当て込み、1年上映を続けたといわれる。　
グアム島での無修正上映が、日本でも大きく報道されたため、松尾嘉代と岡田眞澄にマスメディアからの取材が殺到する事態となった。松尾は当時、五月みどりと並ぶ熟女とも、熟女ブームの急先鋒とも評されるお色気女優で、岡田相手にがっぷり四つに組み、デメリットはあまりないはずだったが、松尾の所属事務所は本人への取材拒否と合わせ、「吹き替え」だと突っぱねた。岡田眞澄の方は当時、OLや女子大生からも人気の高いナイスミドルで、良きパパイメージでCMも持っており、デメリットが大きいことから、岡田の所属事務所から若松孝二や東映セントラルフィルムに猛抗議があった。若松プロデューサーや木俣監督も本番があったことを認めたが、松尾や岡田の事務所が法的な手段に出なかったのは、実は二人には、通常相場のギャラよりも多い本番料200万円が上乗せされたギャラ、500万円が支払われたからといわれた。

## ビデオ発売
こうした反響を受け、東映ビデオより、ビデオが発売され大ヒットした。税抜き12,960円。勿論、修正の入った版である。

## ディレクターズ・カット
1997年に監督自ら再編集した「ディレクターズ・カット＜完全版＞」(80分)が製作・公開されている。